# USS Queenfish (SS-393)
USS Queenfish (SS-393) — американская подводная лодка типа «Балао». Первая подлодка США, названная именем рыбы — мелкой съедобной рыбы Queenfish из семейства горбылёвых.

## История
Была заложена на военно-морской верфи Portsmouth NSY в городе Киттери, штат Мэн, 27 июля 1943 года при поддержке Роберта Теобальда. Спущена на воду 30 ноября 1943 года; введена в эксплуатацию 11 марта 1944 года под командованием капитан-лейтенанта Эллиотта Локлина.
После комплектации состава и подготовки на Гавайских островах, Queenfish отправилась 4 августа 1944 года в свое первое патрулирование в Лусонский пролив. Здесь 31 августа она потопила первый транспорт — японский 4700-тонный танкер Chiyoda Maru. 9 сентября подлодка потопила сразу два судна пассажирский-грузовой корабль Toyooka Maru и транспорт Manshu Maru. 3 октября Queenfish прибыла в Маджуро (Маршалловы Острова) на ремонт.

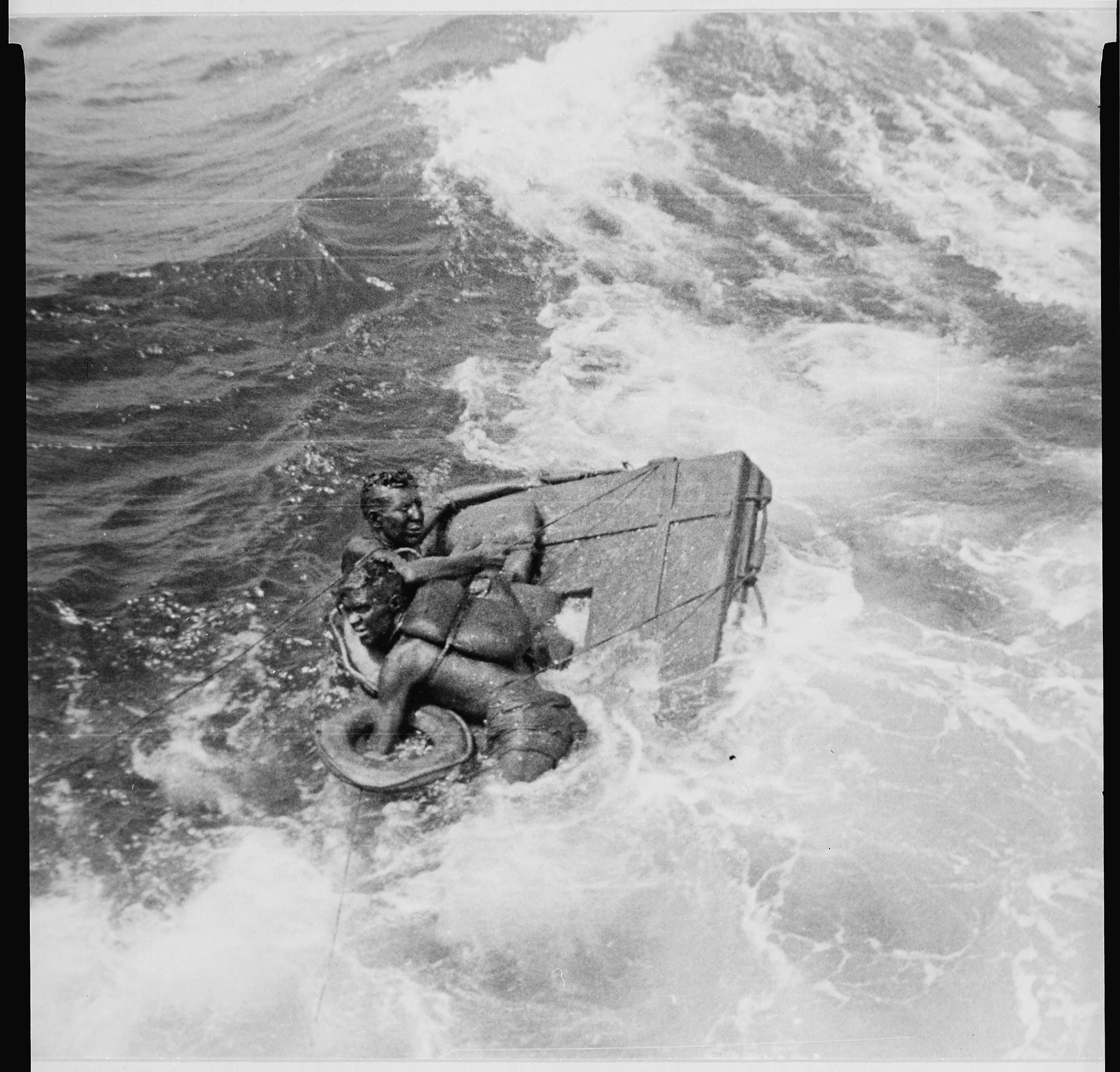
Queenfish спасает английских и австралийских военнопленных, с подбитого подлодкой USS Sealion (SS-315) японского судна Rakuyo Maru, сентябрь 1944 года

Второе патрулирование подлодки проводилось в северной части Восточно-Китайского моря. 8 ноября 1944 года Queenfish потопила два японских судна — Manshu Maru и Keijo Maru, а 9 ноября — Chojusan Maru. 15 ноября ею был потоплен авианосец с самолётами Akitsu Maru. Получив Президентский знак отличия за первые два похода, Queenfish провела своё третье патрулирование в Формозском проливе и водах, примыкающих к побережью Китая, не потопив ни одного корабля.
Четвёртый поход подводной лодки состоялся в этом же районе с 24 февраля по 14 апреля 1945 года. 1 апреля Queenfish потопила пассажирско-грузовой корабль Awa Maru, что вызвало скандал. Кораблю было гарантировано правительством Соединённых Штатов безопасное прохождение, так как оно выполняло миссию Красного Креста по перевозке содержавшихся на контролируемой Японией территории американских военнопленных и поставки помощи японским лагерям военнопленных. Потопление произошло в тумане, когда командир Queenfish принял «Ава мару» за эсминец. Queenfish было приказано вернуться в порт, Локлин был отстранен от командования и дело было передано в военный трибунал. В итоге трибунал снял с Локлина обвинения в неисполнении должностных обязанностей и неподчинении приказу, но нашёл его виновным в халатности. Командир подлодки получил выговор и был отстранён от командования ею.
Свой пятый поход в море под командованием Frank N. Shamer подводная лодка провела в Восточно-Китайском и Жёлтом морях. Она готовилась к очередному выходу на патрулирование, но Вторая мировая война окончилась.
Подводная лодка Queenfish после капитального ремонта на верфи Mare Island Naval Shipyard продолжила военную службу и была выведена из эксплуатации 1 августа 1952 года, состоя в резерве флота. Вновь была введена в строй 1 июня 1954 года и оставалась на вооружении ВМС США до 1 марта 1963 года, когда окончательно была вычеркнута из списков подводных кораблей. Была потоплена как мишень для подводной лодки USS Swordfish (SSN-579) 14 августа 1963 года.